# Alpenvereinskarte

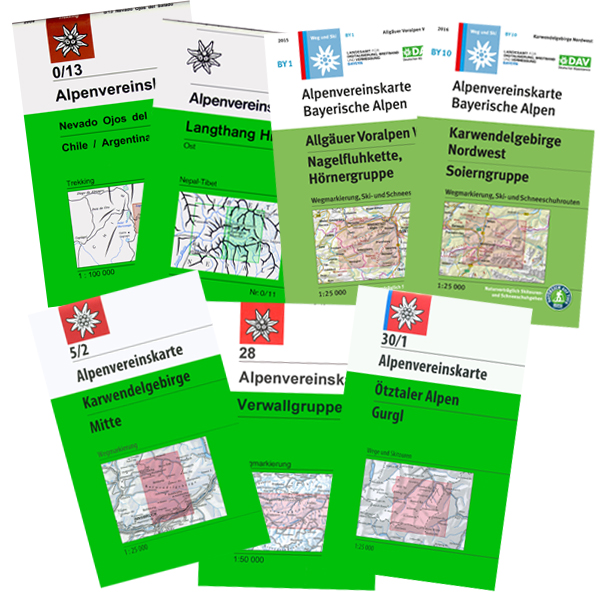
Auswahl von AV-Karten

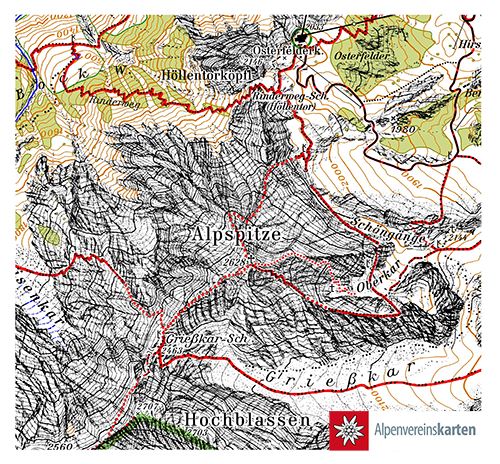
Beispiel Wetterstein

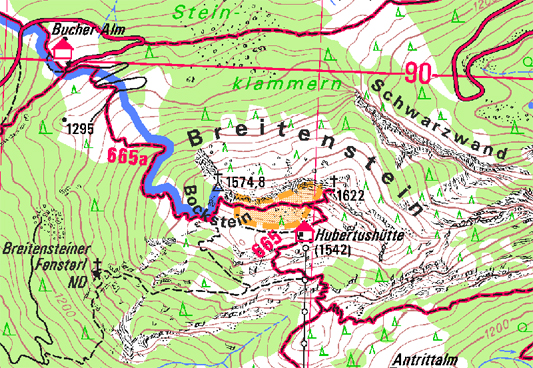
Bayerische Voralpen

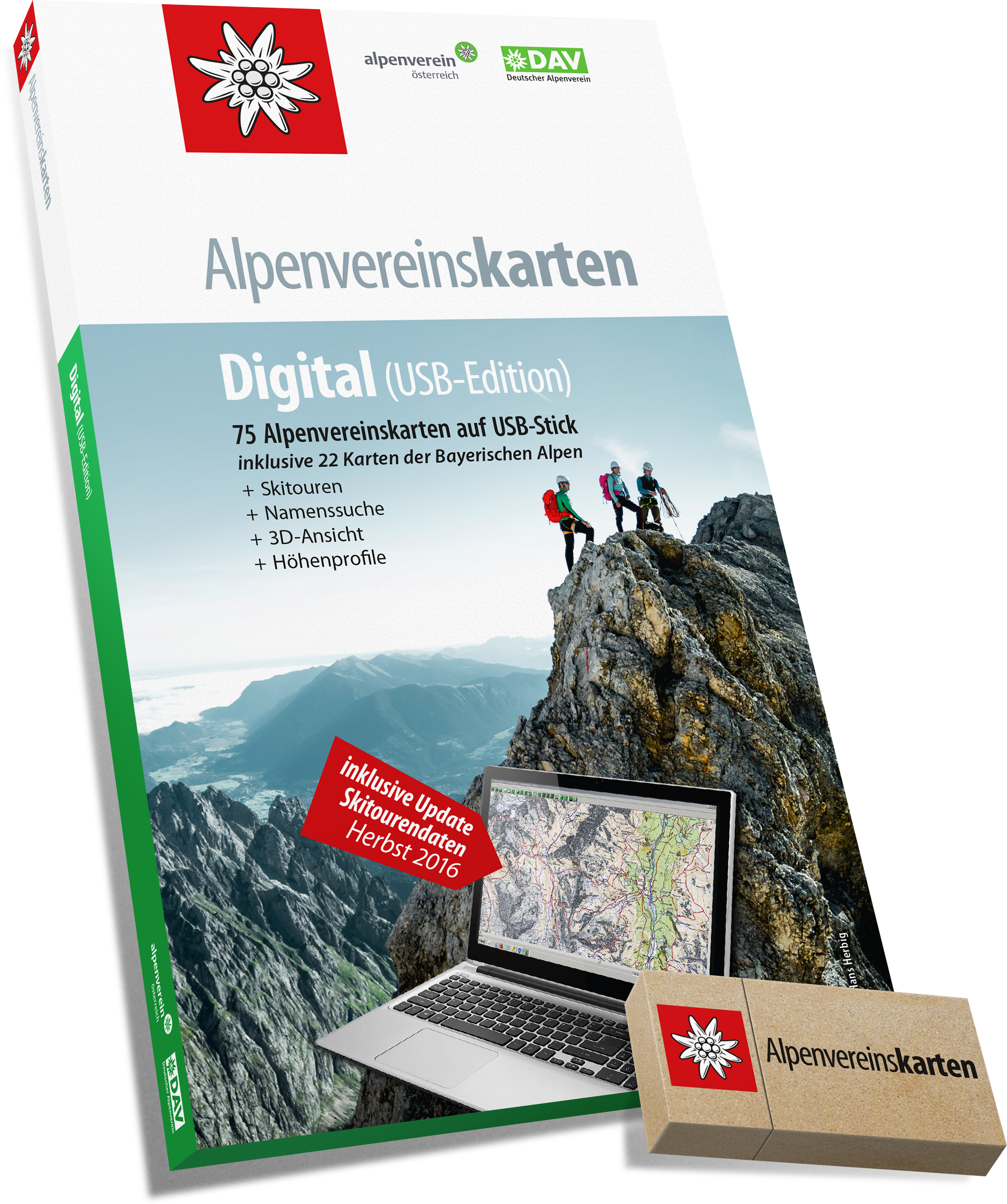
Alpenvereinskarten digital

Alpenvereinskarten (oft auch nur kurz AV-Karten) sind detaillierte Spezialkarten für Sommer- und Winterbergsteiger (Alpinisten und Skitourengeher). Sie haben überwiegend den Maßstab 1:25.000, einzelne Blätter 1:50.000 und 1:100.000.
Die Herausgabe eigener Karten ist bereits seit dem Jahr 1865 eine Aufgabe der Alpinen Vereine. In der Kartografie des Deutschen Alpenvereins (DAV) und Österreichischen Alpenvereins (ÖAV) werden derzeit rund 70 verschiedene Hochgebirgskarten auf aktuellem Stand gehalten. Auch werden immer wieder einzelne Kartenblätter des Alpenraums oder anderer interessanter Hochgebirgsgebiete der Welt neu hergestellt. So erscheinen seit 2007 neue Kartenblätter der Bayerischen Alpen in Zusammenarbeit mit dem Landesamt für Digitalisierung, Breitband und Vermessung Bayern; diese Blätter überlappen sich teilweise erheblich mit den traditionellen Karten (Wetterstein, Karwendel, Berchtesgadener Alpen). Mitte 2013 waren alle 22 bayerischen Karten erschienen.

## Besonderheiten
Die Besonderheiten der AV-Karten sind ihr großer Maßstab (meist 1:25.000), ihre hohe Genauigkeit und ihr großer Detailreichtum in der Geländedarstellung des Hochgebirges (Fels, Schutt, Gletscher usw.). Die Äquidistanz der Höhenlinien beträgt bei den meisten Karten 20 Meter. Der Bergsteiger soll sich anhand der Alpenvereinskarten sowohl auf den Wanderwegen als auch im freien Gelände, also abseits der markierten Routen, gut orientieren können. Hinzu kommt eine für Bergsteiger und Bergwanderer abgestimmte Kartenblatt-Einteilung (Blattschnitt) mit überlappenden Kartenblättern und dem Schwerpunkt auf den Hochgebirgsregionen. Kartennamen und Höhenangaben (Höhenkoten) sind dichter gesetzt als in vergleichbaren Karten.

## Ausgaben

### Druckversionen
Die Alpenvereinskarten werden in folgenden Druckversionen angeboten:
- SKI (Blau oder Violett) mit Skitouren
- WEG (Rot) mit Wegemarkierungen
- WEG und SKI mit Weg- und Skitouren
- BY (Bayerische Alpen) mit Weg-, Ski- und teilweise mit Schneeschuhrouten
- Außeralpine Trekkingkarten

### Digitale Verfügbarkeit
Digital gibt es folgende Ausführungen:
- Alpenvereinskarte Digital für Sommer- und Wintertouren (als USB-Stick)[2]
- Garmin Alpenvereinskarte, 75 AV-Kartenblätter und zusätzlich BEV Rasterkarten (1:50.000) der Nordalpen (als microSD-Karte)[3]
- Als Online-Routenplaner insbesondere als Abo-Modell in der Desktop- bzw. Webbrowser-  oder App-Version (inklusive der Kunktion von Offline-Karten) von alpenvereinaktiv.com[4]